# کلک نقی
کلک نقی، روستایی از توابع بخش گچی شهرستان ملکشاهی در استان ایلام ایران است.

## جمعیت
این روستا در دهستان گچی قرار دارد و براساس سرشماری مرکز آمار ایران در سال ۱۳۸۵، جمعیت آن ۵۰۸ نفر (۹۸خانوار) بوده‌است.